# 巨人族の花嫁
『巨人族の花嫁』（きょじんぞくのはなよめ）は、ITKZによる漫画作品。2019年3月27日よりComicFestaほかにて電子コミックとして連載中。

## あらすじ
男子校生の水樹晃一は、突如異世界へと召喚されてしまう。そこは自分よりもはるかに大きな巨人の暮らす国であり、その第一王子であるカイウスに「花嫁になってほしい」とプロポーズをされてしまう。

## 登場人物
声優はドラマCD・アニメで共通。
カイウス・ラオ・ビステイル
声 - 小野友樹
身長は249センチ。
巨人の国「タイルダント」の第一王子。
水樹 晃一（みずき こういち）
声 - 伊東健人
身長は178センチ。
バスケ部のキャプテン。召喚魔法で異世界に呼び出されてしまう。
メディナ・ナル・ローザス
声 - 藤本教子
カイウスの元婚約者。
バロ・バロウズ
声 - 中澤まさとも
身長は208センチ。
狼の獣人。
ベリ・ベルナル
声 - 白井悠介
虎の獣人。
マルトゥ・イス・リエント
身長は234センチ。
声 - 高塚智人
宮廷医師。

## 書誌情報
- ITKZ『巨人族の花嫁』彗星社〈Glanz BL comics〉、既刊9巻（2025年8月18日現在）
  1. 2020年3月18日発売[4]、ISBN 978-4-434-26839-7
    - （ドラマCD付特装版）同日発売[5]、ISBN 978-4-434-26840-3

  2. 2020年7月17日発売[6]、ISBN 978-4-434-27565-4
  3. 2021年5月18日発売[7]、ISBN 978-4-434-28586-8
    - （小冊子付特装版）同日発売[8]、ISBN 978-4-434-28587-5

  4. 2022年5月18日発売[9]、ISBN 978-4-434-30030-1
    - （小冊子付特装版）同日発売[10]、ISBN 978-4-434-30031-8

  5. 2023年3月18日発売[11]、ISBN 978-4-434-31378-3
  6. 2023年12月18日発売[12]、ISBN 978-4-434-32690-5
  7. 2024年8月16日発売[13]、ISBN 978-4-434-33960-8
  8. 2025年2月18日発売[14]、ISBN 978-4-434-34918-8
  9. 2025年8月18日発売[15]、ISBN 978-4-434-35856-2

## テレビアニメ
単行本1巻発売と同時にアニメ化が発表され、2020年7月から8月までTOKYO MXにて5分間の短編アニメとして放送された。全9話。オンエア版とプレミアム版が存在し、プレミアム版はComicFestaアニメにて独占配信。

### スタッフ
- 原作 - ITKZ[2]
- 企画・プロデュース - 瀬川章子
- 監督 - 石倉礼[2]
- シナリオ - 黒崎エーヨ[2]
- キャラクターデザイン - 吉川真一[2]
- 色彩設計 - わしみじゅんぺい[2]
- 美術設定 - うえがき[2]
- 美術監督 - 前塚太一[2]
- 撮影監督 - マキノマサト[2]
- 編集 - 安田ナツキ[2]
- 音響監督 - みさわあやこ[2]
- 音響制作 - ブラックフラッグ[2]
- 音楽 - 河村利典
- アニメーション制作 - studio HōKIBOSHI[2]
- アニメーションプロデューサー - スパイシー三郎
- プロデューサー - 飯川美菜
- 製作 - 彗星社[2]

### 主題歌
「世界の中心で愛を叫んだものたち」
カイウス・ラオ・ビステイル（小野友樹）と水樹晃一（伊東健人）による主題歌。作詞は桑原佑介、作曲・編曲は小林達矢。

### 各話リスト
| 話数       | サブタイトル                   | コンテ         | 演出     | 作画監督                                         | 総作画監督        |
| ---------- | ------------------------------ | -------------- | -------- | ------------------------------------------------ | ----------------- |
| Episode.01 | 花嫁の召喚                     | 石倉礼         | 藤代和也 | 利根川渡 中本尚 中山大志 櫻井拓郎 服部憲知       | 吉川真一 小林利充 |
| Episode.02 | 悲劇の王子                     | 石倉礼         | 藤代和也 | 櫻井拓郎 中本尚 中山大志                         | 吉川真一 小林利充 |
| Episode.03 | 巨人族の本懐                   | 石倉礼         | 藤代和也 | Min Hyeon Suk S.H.O                              | 吉川真一 小林利充 |
| Episode.04 | 宴の後で                       | 藤代和也       | 藤代和也 | Min Hyeon Suk S.H.O                              | 吉川真一 小林利充 |
| Episode.05 | 獣人の国                       | 藤代和也       | 藤代和也 | Min Hyeon Suk S.H.O                              | 吉川真一 小林利充 |
| Episode.06 | 取引の流儀                     | 石倉礼         | 藤代和也 | Min Hyeon Suk S.H.O                              | 吉川真一 小林利充 |
| Episode.07 | 厄災の夜                       | わたせとしひろ | 藤代和也 | 八方除                                           | 吉川真一 小林利充 |
| Episode.08 | 満月の夜に……                   | 石倉礼         | 藤代和也 | 山田雄一郎 櫻井拓郎 工藤公聖 山田剣造 清水由紀子 | 吉川真一 小林利充 |
| Episode.09 | 世界の中心で愛を誓ったものたち | 石倉礼         | 藤代和也 | 八方除                                           | 吉川真一 小林利充 |

### 放送局
| 放送期間               | 放送時間                     | 放送局   | 対象地域 | 備考 |
| ---------------------- | ---------------------------- | -------- | -------- | ---- |
| 2020年7月6日 - 8月31日 | 月曜 1:00 - 1:05（日曜深夜） | TOKYO MX | 東京都   |      |

インターネットではYouTube、ニコニコ動画にて通常版が配信され、ComicFestaアニメでは月曜0時より、年齢制限のあるプレミアム版も含めて配信される。

### Webラジオ
2020年7月10日から9月25日まで、Webラジオ『ComicFesta Radio ユステイル種族集会』が音泉にて第2・第4金曜に配信された。パーソナリティはカイウス役の小野友樹に加え、バロ役の中澤まさとも及びベリ役の白井悠介が交互に担当。
| TOKYO MX 月曜 1:00 - 1:05（日曜深夜） 枠      | TOKYO MX 月曜 1:00 - 1:05（日曜深夜） 枠 | TOKYO MX 月曜 1:00 - 1:05（日曜深夜） 枠 |
| 前番組                                        | 番組名                                   | 次番組                                   |
| --------------------------------------------- | ---------------------------------------- | ---------------------------------------- |
| 俺の指で乱れろ。〜閉店後二人きりのサロンで…〜 | 巨人族の花嫁                             | オオカミさんは食べられたい               |

## ドラマCD
単行本1巻特装版に付属。また、アニメの続きを描くドラマCDが2020年12月23日に発売。